# Desmond Chapman-Huston
Wellesley William Desmond Mountjoy Chapman-Huston, Pseudonym Desmond Mountjoy (* 8. August 1884 in Annaghmaconway bei Cloone im County Leitrim; † 15. September 1952) war ein irischer Autor und Publizist.

## Leben
Chapman-Huston wurde in die Familie von Richard Huston und Katherine Mountjoy Chapman geboren. Über seine Mutter war er mit einer Familie des irischen Hochadels verwandt, die ihre Wurzeln bis zu Sir Walter Raleigh zurückverfolgen konnte. Chapman-Huston wollte zunächst Theologie studieren, schloss sich dann aber 1902 der Schauspieltruppe um Francis Robert Benson an. Zuerst arbeitete er als sein Sekretär, später dann als Schauspieler. In dieser Zeit begann er auch mit seinen ersten Publikationen. 1903 erschien The Ashes of the Past, eine Tragödie in einem Akt, ein Jahr später folgte mit Driftwood ein erster Band mit Gedichten. Die frühen Publikationen erfolgten noch unter seinem Pseudonym.
Nach dem Ersten Weltkrieg engagierte er sich ehrenamtlich als Sekretär für die Country Host Institution, die sich zum Ziel setzte, Erholungsaufenthalte für Soldaten auf dem Lande zu organisieren. 1924 wurde er wieder schriftstellerisch tätig mit einer Biografie über Sir John Cowans (1862–1921), den Generalquartiermeister des britischen Heeres im Ersten Weltkrieg.
Zu Beginn der 1930er-Jahre zog er nach Bayern, wo er zunächst in München und später in Herrsching am Ammersee lebte. Eines seiner ersten Werke aus der neuen Heimat war das 1934 erschienene Buch Bavaria the Incomparable, an dem er zusammen mit María del Pilar Prinzessin von Bayern (1891–1987) arbeitete, der Tochter des Ludwig Ferdinand von Bayern. Das Buch ist weitgehend ein Reiseführer, das sich den touristischen Attraktionen Bayerns widmet, aber dank der Mitarbeit aus dem Hause Wittelsbach auch nicht öffentlich zugängliche Sehenswürdigkeiten beschreiben konnte. Charakteristisch für das Werk, so einer der Rezensenten, sei das von spürbarer Begeisterung getragene Bild von Bayern.
Es folgten einige historische Biografien. Besondere Bedeutung erlangte hier sein Buch über den Bayernkönig Ludwig II. (Bavarian Fantasy. The Story of Ludwig II. John Murray, London 1955), das in mehrere Sprachen übersetzt wurde und heute noch verlegt wird.
Chapman war der Herausgeber einiger Memoiren des Hochadels wie z. B. der Tagebücher von Louise Sophie Prinzessin von Preußen, Daisy Fürstin von Pless, Gebhard Fürst von Blücher,  Maria de la Paz de Borbon Prinzessin von Bayern und ihrer Tochter, der Malerin María del Pilar Prinzessin von Bayern.
Als Historiker scheint Chapman-Huston, so schreibt zumindest W. John Koch bezüglich der Veröffentlichung der Tagebücher von Daisy von Pless, durchaus umstritten.